# André Monpoix
André Monpoix (23 juin 1925 - 30 janvier 1976) est un designer et architecte d'intérieur français. 
On lui doit, entre autres, avec Pierre Paulin la rénovation des appartements privés du palais de l'Élysée sous la présidence de Georges Pompidou, la décoration de la gare Auber avec les émaux de Briare ainsi que l'aménagement d'une voiture présidentielle pour la SNCF, la PR3.
La Galerie Pascal Cuisinier présente régulièrement certaines de ses pièces, comme dans "100 sièges français 1951-1961" en 2014, où l'une de ses banquettes figurera parmi les pièces phares de l'exposition.